# Liste kanadischer Komponisten klassischer Musik
Dies ist eine alphabetische Liste kanadischer Komponisten klassischer Musik.

## A
- Murray Adaskin (1906–2002)
- Marcus Adeney (1900–1998)
- Andrew Ager (* 1962)
- Kati Agócs (* 1975)
- Robert Aitken (* 1939)
- J. E. P. Aldous (1853–1934)
- Gaston Allaire (1916–2011)
- Paul Ambrose (1868–1941)
- Samuel Andreyev (* 1981)
- Humfrey Anger (1862–1913)
- István Anhalt (1919–2012)
- Violet Archer (1913–2000)
- Serge Arcuri (1954–2024)
- Raynald Arseneault (1945–1995)

## B
- Gerald Bales (1919–2002)
- Hugh Bancroft (1904–1988)
- Joseph Beaulieu (1895–1965)
- John Beckwith (1927–2022)
- Denis Bédard (* 1950)
- Norma Beecroft (1934–2024)
- Jack Behrens (* 1935)
- Marc Bélanger (* 1940)
- Alan Belkin (* 1951)
- Allan Gordon Bell (* 1953)
- Ginette Bellavance (* 1946)
- Gilles Bellemare (* 1952)
- Conrad Bernier (1904–1988)
- Joseph-Arthur Bernier (1877–1944)
- Lorne Betts (1918–1985)
- Jocelyne Binet (1923–1968)
- Keith Bissell (1912–1992)
- Annesley Black (* 1979)
- Lloyd Blackman (1928–2014)
- Patricia Blomfield Holt (1910–2003)
- Linda Bouchard (* 1957)
- Victor Bouchard (1926–2011)
- Lydia Boucher (1890–1971)
- Walter Boudreau (* 1947)
- Denys Bouliane (* 1955)
- John Bouz (* 1983)
- François Brassard (1908–1976)
- Jean-Chrysostome Brauneis junior (1814–1871)
- Alexander Brott (1915–2005)
- Stephen Brown (* 1948)
- Walter Buczynski (* 1933)
- John Burge (* 1961)
- John Burke (1951–2020)

## C
- Allison Cameron (* 1963)
- David Campbell (* 1959)
- Albertine Caron-Legris (1906–1972)
- T. Patrick Carrabré (* 1958)
- Albert Chamberland (1886–1975)
- Claude Champagne (1891–1965)
- Ka Nin Chan (* 1949)
- Derek Charke (* 1974)
- Gabriel Charpentier (1925–2019)
- Stephen Chatman (* 1950)
- Brian Cherney (* 1942)
- Neil Chotem (1920–2008)
- Alexander Chuhaldin (1892–1951)
- Gustav Ciamaga (1930–2011)
- Dolores Claman (1927–2021)
- F. R. C. Clarke (1931–2009)
- Hugh Archibald Clarke (1839–1927)
- James P. Clarke (1807/08–1877)
- Alexandre-M. Clerk (1861–1932)
- Stephen Codman (≈1796–1852)
- Warren Cohen (* 1954)
- Michael Colgrass (1932–2019)
- Alexis Contant (1858–1918)
- Jean Coulthard (1908–2000)
- Guillaume Couture (1851–1915)
- Gabriel Cusson (1903–1972)

## D
- Ernest Dainty (1891–1947)
- Eleanor Joanne Daley (* 1955)
- Omar Daniel (* 1960)
- Yves Daoust (* 1946)
- Lionel Daunais (1901–1982)
- Sarah Davachi (* 1987)
- Raymond Daveluy (1926–2016)
- Hugh Davidson (1930–2014)
- Victor Davies (* 1939)
- Maurice Dela (1919–1978)
- José Delaquerrière (1886–1978)
- Isabelle Delorme (1900–1991)
- Marcelle Deschênes (* 1939)
- Alfred De Sève (1858–1927)
- Jacques Desjardins (* 1962)
- Jean Deslauriers (1909–1978)
- Robert Nathaniel Dett (1882–1943)
- Alan Detweiler (1926–2012)
- Orpha-F. Deveaux (1872–1933)
- Samuel Dolin (1917–2002)
- François Dompierre (* 1943)
- Marvin Duchow (1914–1979)

## E
- Sophie-Carmen Eckhardt-Gramatté (1899–1974)
- Carleton Elliott (1928–2003)
- John Estacio (* 1966)
- José Evangelista (1943–2023)

## F
- Jacques Faubert (* 1952)
- Alfred Fisher (1942–2016)
- Robert Fleming (1921–1976)
- Leila Fletcher (1899–1988)
- John Fodi (1944–2009)
- Howard Fogg (1892–1953)
- Clifford Ford (* 1947)
- Malcolm Forsyth (1936–2011)
- W. O. Forsyth (1859–1937)
- Achille Fortier (1864–1939)
- Joseph A. Fowler (1845–1917)
- Harry Freedman (1922–2005)

## G
- Gérald Gagnier (1926–1961)
- Jean-Josaphat Gagnier (1885–1949)
- René Gagnier (1892–1951)
- Alain Gagnon (1938–2017)
- André Gagnon (1936–2020)
- Gustave Gagnon (1842–1930)
- Henri Gagnon (1887–1961)
- Serge Garant (1929–1986)
- Desmond Gaspar (* 1970)
- James Gayfer (1916–1997)
- Steven Gellman (* 1947)
- Graham George (1912–1993)
- Aaron Gervais (* 1980)
- Allan Gilliland (* 1965)
- Guy Gingras (* 1961)
- Rolland-Georges Gingras (1899–1964)
- Srul Irving Glick (1934–2002)
- Michel Gonneville (* 1950)
- Denis Gougeon (* 1951)
- Glenn Gould (1932–1982)
- Trevor Grahl (* 1984)
- Hector Gratton (1900–1970)
- Phyllis Gummer (1919–2005)

## H
- Marc-André Hamelin (* 1961)
- Ron Hannah (* 1945)
- Peter Hannan (* 1953)
- Frank Hanson (1899–1975)
- Chris Paul Harman (* 1970)
- Johana Harris (1912–1995)
- Charles A. E. Harriss (1862–1929)
- Hugh Hartwell (* 1945)
- Christos Hatzis (* 1953)
- John Hawkins (1944–2007)
- Donald Heins (1878–1949)
- Jacques Hétu (1938–2010)
- W. H. Hewlett (1873–1940)
- Jim Hiscott (* 1948)
- Paul Hoffert (* 1943)
- Bruce Holder (1905–1987)
- Derek Holman (1931–2019)
- Charles Houdret (1905–1965)
- Pierick Houdy (1929–2021)
- Melissa Hui (* 1966)
- Richard Hunt (1930–2011)
- Ricky Hyslop (1915–1998)

## I
- Percival J. Illsley (1865–1924)
- Scott Irvine (* 1953)
- Airat Ichmouratov (* 1973)

## J
- Rhené Jaque (1918–2006)
- Frantz Jehin-Prume (1839–1899)
- Otto Joachim (1910–2010)
- Richard Johnston (1917–1997)
- Charles Jones (1910–1997)
- Kelsey Jones (1922–2004)

## K
- Jānis Kalniņš (1904–2000)
- Jack Kane (1924–1961)
- Udo Kasemets (1919–2014)
- Tālivaldis Ķeniņš (1919–2008)
- Rudolf Komorous (* 1931)
- Peter Paul Koprowski (* 1947)
- Nikolai Korndorf (1947–2001)
- Veronika Krausas (* 1963)
- Gary Kulesha (* 1954)
- Alfred Kunz (1929–2019)
- Larysa Kuzmenko (* 1956)

## L
- Jean-Baptiste Labelle (1825–1898)
- Sylvio Lacharité (1914–1983)
- Alfred La Liberté (1882–1952)
- Alain Lalonde (* 1951)
- Alfred Lamoureux (1876–1954)
- Jeanne Landry (1922–2011)
- Alcides Lanza (1929–2024)
- Eugène Lapierre (1899–1970)
- Anne Lauber (* 1943)
- Louis-Philippe Laurendeau (1861–1916)
- Calixa Lavallée (1842–1891)
- Alphonse Lavallée-Smith (1873–1912)
- Célestin Lavigueur (1831–1985)
- Ernest Lavigne (1851–1909)
- Jean Le Buis (* 1956)
- Hugh Le Caine (1914–1977)
- Alain Lefèvre (* 1962)
- Conrad Letendre (1904–1977)
- Arthur Letondal (1869–1956)
- Paul Letondal (1831–1894)
- Éric Létourneau (* 1967)
- Omer Létourneau (1891–1983)
- Analia Llugdar (* 1972)
- Ruth Lomon (1930–2017)
- Michel Longtin (* 1946)
- Alexina Louie (* 1949)
- Clarence Lucas (1866–1947)

## M
- Andrew Paul MacDonald (* 1958)
- David MacIntyre (* 1952)
- Ernest MacMillan (1893–1973)
- Walter MacNutt (1910–1996)
- Charles-Amador Martin (1648–1711)
- Lucien Martin (1908–1950)
- Bruce Mather (* 1939)
- André Mathieu (1929–1968)
- Rodolphe Mathieu (1890–1962)
- Roger Matton (1929–2004)
- Michael Matthews (* 1950)
- Christopher Mayo (* 1980)
- William McCauley (1917–1999)
- Boyd McDonald (* 1932)
- Diana McIntosh (1932–2022)
- Allan McIver (1904–1969)
- Ben McPeek (1934–1981)
- Colin McPhee (1900–1964)
- Lubomyr Melnyk (* 1948)
- Pierre Mercure (1927–1966)
- Alfred Mignault (1895–1961)
- David Mills (* 1929)
- John Mills-Cockell (* 1943)
- Henri Miro (1879–1950)
- Séverin Moisse (1895–1961)
- James Montgomery (* 1943)
- Oskar Morawetz (1917–2007)
- François Morel (1926–2018)
- Éric Morin (* 1969)
- Léo-Pol Morin (1892–1941)
- Albertine Morin-Labrecque (1886–1957)
- Jocelyn Morlock (1969–2023)
- Samy Moussa (* 1984)
- Marjan Mozetich (* 1948)

## N
- Robert Normandeau (* 1955)

## O
- Oscar O’Brien (1892–1958)
- Michael Oesterle (* 1968)
- John Oliver (* 1959)
- John Oswald (* 1953)

## P
- Silvio Palmieri (1957–2018)
- Jean Papineau-Couture (1916–2000)
- Raoul Paquet (1893–1946)
- Donald Patriquin (* 1938)
- Alain Payette (* 1953)
- Kenneth Peacock (1922–2000)
- Frédéric Pelletier (1870–1944)
- Romain Pelletier (1875–1953)
- Romain-Octave Pelletier der Ältere (1843–1927)
- Barbara Pentland (1912–2000)
- Clermont Pépin (1926–2006)
- Michel Perrault (1925–2010)
- Bernard Piché (1908–1989)
- Benoît Poirier (1882–1965)
- Paul Pratt (1894–1967)
- Albert Pratz (1914–1995)
- André Prévost (1934–2001)
- Harry Puddicombe (1870–1953)

## Q
- Joseph Quesnel (1746–1809)

## R
- Allan Rae (* 1942)
- Imant Raminsh (* 1942)
- Elizabeth Raum (* 1945)
- John Rea (* 1944)
- William Reed (1859–1945)
- Sylvia Rickard (* 1937)
- Allard de Ridder (1887–1966)
- Godfrey Ridout (1918–1984)
- Doug Riley (1945–2007)
- Léon Ringuet (1858–1932)
- André Ristic (* 1972)
- James Rolfe (* 1961)
- Ivan Romanoff (1914–1997)
- Clark Ross (* 1957)
- Herbert Ruff (1918–1985)
- Welford Russell (1900–1975)
- Jeffrey Ryan (* 1962)

## S
- Marc Sabat (* 1965)
- Charles Wugk Sabatier (1819–1862)
- Herbert J. Sadler (1894–1955)
- Patrick Saint-Denis (* 1975)
- Micheline Coulombe Saint-Marcoux (1938–1985)
- Herbert Sanders (1878–1938)
- Armando Santiago (* 1932)
- Charles Sauvageau (1807–1849)
- R. Murray Schafer (1933–2021)
- Rodney Sharman (* 1958)
- Howard Shore (* 1946)
- Anita Sleeman (1930–2011)
- Linda Catlin Smith (* 1957)
- Leo Smith (1881–1952)
- Harry Somers (1925–1999)
- Ann Southam (1937–2010)
- David Squires (* 1957)
- Paul Steenhuisen (* 1965)
- Ben Steinberg (1930–2023)
- Donald Steven (* 1945)
- Timothy Sullivan (* 1954)
- Norman Symonds (1920–1998)
- Boleslaw Szczeniowski (1898–1985)

## T
- Robert Talbot (1893–1954)
- Georges-Émile Tanguay (1893–1964)
- Nancy Telfer (* 1950)
- Oscar Ferdinand Telgmann (1855–1946)
- Daniel Theaker (* 1967)
- Frank Thorolfson (1914–1977)
- John David Thrower (* 1951)
- Steve Tittle (* 1935)
- Peter-Anthony Togni (* 1959)
- Frederick Herbert Torrington (1837–1917)
- François Tousignant (1955–2019)
- Amédée Tremblay (1876–1949)
- Gilles Tremblay (1932–2017)
- Pierre Trochu (* 1953)
- Barry Truax (* 1947)
- Robert Turner (1920–2012)

## U
- Owen Underhill (* 1954)

## V
- Jean Vallerand (1915–1994)
- Sean Varah (* 1968)
- Benoît Verdickt (1884–1970)
- Joseph Vézina (1849–1924)
- Albert Viau (1910–2001)
- Michael Vincent (* 1976)
- Claude Vivier (1948–1983)
- Augustus Stephen Vogt (1861–1926)

## W
- Arnold Walter (1902–1973)
- Samuel Prowse Warren (1841–1915)
- Ruth Watson Henderson (* 1932)
- John Weinzweig (1913–2006)
- Frank Welsman (1873–1952)
- Hildegard Westerkamp (* 1946)
- Dinuk Wijeratne (* 1978)
- Healey Willan (1880–1968)
- Charles Wilson (1931–2019)
- Scott Wilson (* 1969)
- Édouard Woolley (1916–1991)
- Wes Wraggett (* 1953)
- John Wyre (1941–2006)

## Y
- Gayle Young (* 1950)

## Z
- Maurice Zbriger (1896–1981)
- Rui Shi Zhuo (* 1956)
- León Zuckert (1904–1992)